# Теком (муниципалитет)
Теком (исп. Tekom) — муниципалитет в Мексике, штат Юкатан, с административным центром в одноимённом посёлке. Численность населения, по данным переписи 2010 года, составила 3100 человек.

## Общие сведения
Название Tekom c майяйского языка можно перевести как: низменная местность.
Площадь муниципалитета равна 273 км², что составляет 0,69 % от площади штата, а максимальная высота равна 30 метрам над уровнем моря.
Он граничит с другими муниципалитетами Юкатана: на севере с Кункунулем и Вальядолидом, на востоке с Чичимилой и Тишкакалькупулем, на юге с Чикинцонотом, и на западе с Чанкомом.

## Учреждение и состав
Муниципалитет был образован в 1920 году, в его состав входит 10 населённых пунктов, самые крупные из которых:
| Код INEGI                  | Населённый пункт                                                            | Численность населения (2005 год) | Численность населения (2010 год) |
| -------------------------- | --------------------------------------------------------------------------- | -------------------------------- | -------------------------------- |
| 081                        | Всего                                                                       | 2933                             | 3100                             |
| 0001                       | Теком (исп. Tekom) 20°36′08″ с. ш. 88°15′52″ з. д. (административный центр) | 2358                             | 2540                             |
| 0002                       | Чибилуб (исп. Chibilub) 20°26′12″ с. ш. 88°23′35″ з. д.                     | 237                              | 229                              |
| 0011                       | Шкокмиль (исп. X-Cocmil) 20°20′40″ с. ш. 88°29′05″ з. д.                    | 134                              | 132                              |
| 0013                       | Покбичен (исп. Pocbichén) 20°27′45″ с. ш. 88°28′53″ з. д.                   | 89                               | 93                               |
| 0014                       | Шушкаб (исп. Xuxcáb) 20°26′50″ с. ш. 88°27′25″ з. д.                        | 65                               | 64                               |
| —                          | Прочие                                                                      | 50                               | 42                               |
| Названия на карте Генштаба |                                                                             |                                  |                                  |

## Экономика
По статистическим данным 2000 года, работоспособное население занято по секторам экономики в следующих пропорциях:
- Сельское хозяйство и скотоводство — 55,1 %: на полях выращивается кукуруза, фасоль, фрукты, овощи, перец чили и арбузы. Животноводство представлено разведением свиней и крупного рогатого скота, а также домашней птицей.
- Производство и строительство — 22,3 %;
- Торговля, сферы услуг и туризма — 21,3 %.
- Безработные — 1,3 %.

## Инфраструктура
По статистическим данным 2010 года, инфраструктура развита следующим образом:
- протяжённость дорог: 90,1 км;
- электрификация: 94,5 %;
- водоснабжение: 98,8 %;
- водоотведение: 71,9 %.

## Туризм
Основными достопримечательностями являются церкви Апостола Петра и Святого Франсиска, построенные в XVII веке.

## Фотографии
- Церковь Апостола Петра
- Хижины в Чибилубе
- Кокосы муниципалитета